# HD 216187
HD 216187，又名CP-63 4826，SAO 255339、HR 8689，是一颗恒星，视星等为6.12，位于銀經322.94，銀緯-49.05，其B1900.0坐标为赤經22h 45m 40.6s，赤緯-63° -49.05′ 4″。